# Santry
Santry (Seantrabh en gaélique) est un quartier de la banlieue nord de Dublin dans le Leinster près de Coolock, Glasnevin et Ballymun.